# استانیسلاس اولیویرا
استانیسلاس اولیویرا (انگلیسی: Stanislas Oliveira؛ زادهٔ ۲۷ مارس ۱۹۸۸) بازیکن فوتبال اهل فرانسه است.
از باشگاه‌هایی که در آن بازی کرده‌است می‌توان به باشگاه فوتبال استراسبورگ و باشگاه فوتبال سدان اشاره کرد.
وی همچنین در تیم ملی فوتبال زیر ۲۱ سال پرتغال بازی کرده‌است.